# Филтриране
Под филтриране се разбира метод за разделяне на твърди частици от даден флуид (газ или течност). Разделянето се извършва с помощта на пореста преграда (напр. филтрираща тъкан), която пропуска флуида, но задържа частиците с диаметър, по-голям от размера на порите. Частиците се натрупват с времето и образуват утайка. Филтрирането обикновено изисква разлика в наляганията от двете страни на преградата, за да се преодолее съпротивлението на тъканта и утайката. Когато от едната страна на преградата е приложен вакуум, методът се нарича вакуум-филтриране.
Апаратите или приспособленията за филтриране се наричат филтри. Примери от бита са филтър за кафе, маслен и въздушен филтър на автомобила, филтър за прахосмукачка и др. В индустрията се прилагат напр. нуч-филтър, филтър-преса, ръкавни филтри и др. При тези апарати постепенно се натрупва утайка, с течение на времето съпротивлението на филтъра нараства, докато стане толкова голямо, че филтрирането е невъзможно. Това налага периодична смяна на филтъра или ръчно или механизирано отстраняване на утайката, т.е. прекъсване на процеса. Прилагат се и филтри с непрекъснато действие, като напр. барабанен вакуум-филтър. При него от едната страна на въртящия се барабан се извършва филтрирането, от другата страна с помощта на острие се изстъргва утайката. Възможна е и междинна промивка на утайката.
- Използван филтър за кафе
- Въздушен филтър на автомобил
- Маслен филтър (само филтърната тъкан)

Филтърната преграда може да бъде тъкан (плат от естествени или синтетични влакна), филтърна хартия, керамична или метална пяна, насипен материал (напр. пясък или чакъл в пречиствателните станции, ечемичени зърна при филтрирането на маишовата каша в пивоварството) и др.
Колкото по-голяма е площта на преградата, толкова по-ниско е съпротивлението (падът на налягането) на филтъра. Затова често преградата е нагъната под формата на „хармоника“ за увеличаване на работната площ (напр. при масления филтър).
- Филтър-преса
- Ръкавен филтър
- Барабанен вакуум-филтър

Теоретичното изчисление на процеса на филтриране е трудно и зависи от много фактори (вискозитет на флуида, размер на частиците, размер на порите, приложеното налягане и др.). Затова в индустрията се събират предварително експериментални данни, получени с материала и при условията, при които ще се филтрира. С тяхна помощ се определят константите K и C в уравнението на филтрирането :
V2 + 2CV = Kτ, където
- V е обемът на филтрата, преминал през 1 m² филтрираща повърхност за време τ
- τ е продължителността на филтрирането

Горното уравнение важи за константно приложено налягане (ΔP = const.) и позволява мащабиране на процеса и оразмеряване на филтъра.